# 3199 Nefertiti
3199 Nefertiti eller 1982 RA är en asteroid i huvudbältet som kortar Mars omloppsbana, den upptäcktes 13 september 1982 av det amerikanska astronom paret Eugene M. och Carolyn S. Shoemaker vid Palomar-observatoriet. Den är uppkallad efter den egyptiska drottningen Nefertiti.
Asteroiden har en diameter på ungefär 2 kilometer och den tillhör asteroidgruppen Amor.